# Стребки (Калузька область)
Стребки (рос. Стребки) — присілок в Спас-Деменському районі Калузької області Російської Федерації.
Населення становить 4 особи. Входить до складу муніципального утворення Присілок Болва.

## Історія
Від 2004 року входить до складу муніципального утворення Присілок Болва

## Населення
| 2002 | 2007 | 2010 |
| ---- | ---- | ---- |
| 6    | ↗7   | ↘4   |